# Technische voorzieningen
De technische voorzieningen bij een verzekeringsmaatschappij is het vermogen dat naar verwachting nodig is om alle lopende verzekeringsverplichtingen te kunnen dekken. Doorgaans vormen de technische voorzieningen verreweg de belangrijkste passiefpost op de balans van een verzekeringsmaatschappij of pensioenfonds.
Bij schadeverzekering wordt de post ook wel voorziening verzekeringsverplichtingen
en bij levensverzekering wel de voorziening pensioenverplichtingen genoemd. 
Daarnaast wordt een kostenvoorziening gevormd ter dekking van de administratiekosten om de schades / pensioenen te kunnen afwikkelen.
De technische voorzieningen worden berekend op basis van veronderstellingen met betrekking tot de toekomst. Het gaat dan over bijvoorbeeld de beleggingsopbrengsten (rente, inflatie), de overlijdenskansen (vergrijzing, medische ontwikkeling), de schadefrequentie en de schadeomvang (met afhankelijk van het soort verzekering allerlei ontwikkelingen).
De technische voorzieningen moeten verder voldoende veilig of "prudent" worden vastgesteld, omdat verzekerden ervan uit moeten kunnen gaan dat hun rechten, die soms in de verre toekomst liggen, ook worden nagekomen. Dit staat ook in de wet, de Wet op het financieel toezicht.